# 서울기록원
서울기록원(Seoul Metropolitan Archives)은 「공공기록물 관리에 관한 법률」제11조와 「지방자치법」제114조에 따라 설립된 지방기록물관리기관이다. 서울특별시청 소속 기관으로, 서울기록원장은 지방서기관 및 지방기록연구관으로 보한다.
불광역 남동쪽의 녹번동 서울혁신파크에 있다. 2019년 5월 15일에 개원했으며, 기존 서울특별시청 본청 및 서소문별관 문서고와 경상북도 청도군 화양읍 범곡리 청도군청 북쪽에 있었던 서울특별시청 청도문서고에 있었던 문서들을 서울기록원으로 모두 이전했다.

## 설치 근거 및 소관 사무

### 설치 근거
- 「공공기록물 관리에 관한 법률」 제11조 제1항
- 「지방자치법」제114조
- 「서울특별시 행정기구 설치조례」 제119조 제항[1]

### 소관 사무
- 기록원 운영에 관한 사항
- 기록물 수집·보존 및 관리에 관한 사항
- 기록정보 서비스 제공에 관한 사항

## 연혁
- 2016년 5월 19일: 서울기록원 착공[2]
- 2017년 9월 21일: 서울기록원 설치[3]
- 2018년 1월 4일 : 서울기록원 조직 설립
- 2018년 12월 26일 : 서울기록원 완공
- 2019년 3월 28일 : 임시 개원 및 개원 기념 전시
- 2019년 5월 15일 : 정식 개원

## 조직
- 기록정책과
- 보존서비스과
- 운영지원과

## 같이 보기
- 국가기록원
- 경상남도기록원